# Alfons Peeters
Pour les articles homonymes, voir Peeters.
Alfons Peeters, dit Fons Peeters (né à Koersel, le 21 janvier 1943 ; mort à Saint-Trond, le 5 janvier 2015), est un footballeur belge
Formé au K Beringen FC, il a été révélé à l'Olympic de Charleroi où il devient international le 22 novembre 1967 (Belgique-Luxembourg, 3-0). Il évolue ensuite au RSC Anderlecht de 1968 à 1971. Il termine sa carrière professionnelle au KAA La Gantoise.

## Palmarès
- International belge de 1967 à 1968 (4 sélections)
- Présélectionné à la Coupe du monde en 1970 au Mexique